# Casimir Ninga
Rodrigue Casimir Ninga (N'Djamena, 17 maggio 1993) è un calciatore ciadiano, attaccante dell'Al-Tadamon e della nazionale ciadiana.

## Carriera

### Club
Gioca dal 2011 al 2013 al Renaissance, squadra della Premier League ciadiana. Nel 2013 passa alla squadra gabonese del Mangasport, con cui vince due campionati. Nel 2015 viene acquistato dal Montpellier.
Il 4 luglio 2018 viene acquistato dal Caen per 2 milioni di euro, firmando un contratto quadriennale.

### Nazionale
Debutta nella nazionale ciadiana l'11 novembre 2011 contro la Tanzania nella gara di qualificazione al Mondiale 2014. Segna la prima rete con la maglia del suo Paese il 31 maggio 2014, contro il Malawi, nella gara di qualificazione alla Coppa d'Africa 2015.

## Palmarès

### Club

#### Competizioni nazionali
- Campionato gabonese: 2

Mangasport: 2013-2014, 2015

### Individuale
- Capocannoniere del Campionato gabonese: 1

2015 (10 gol)